# 4624 Stefani
4624 Stefani је астероид главног астероидног појаса са средњом удаљеношћу од Сунца која износи 3,048 астрономских јединица (АЈ).
Апсолутна магнитуда астероида је 12,5.